# Heinrich Tammann
Heinrich Johann Gustav Linus Alexander Tammann (* 16. Novemberjul. / 28. November 1894greg. in Dorpat, Estland; † 16. März 1946 in Hannover, Niedersachsen) war ein deutsch-baltischer Mediziner und Hochschullehrer.

## Leben
Der Sohn des Chemikers Gustav Tammann (1861–1938) erhielt 1922 die Approbation als Arzt und wurde 1923 in Göttingen zum Dr. med. promoviert. Seine Dissertation trug den Titel „Über den Einfluss der Röntgenstrahlen auf die Fraktur“ (Göttingen 1922).
Von 1924 bis 1933 war er als Assistent, zuletzt als Oberarzt an der Chirurgischen Universitätsklinik Göttingen tätig. 1928 wurde er Privatdozent für Chirurgie und 1933 außerordentlicher Professor.
1933 wechselte er als Leitender Arzt der chirurgischen Abteilung des Friederikenstifts Hannover. Im Jahr 1938 erhielt Tammann einen Lehrauftrag für Luftfahrtmedizin an der Technischen Hochschule Hannover, wo er im Jahr 1940 außerplanmäßiger Professor wurde.
Im Zweiten Weltkrieg war Tammann bei der Luftwaffe Generalarzt der Reserve. Kurz vor Kriegsende erhielt er das Ritterkreuz des Kriegsverdienstkreuzes.
Sein Sohn Gustav Andreas Tammann (1932–2019) war Astronom.